# Harold Goddijn
Hendricus Coenradus Albertus (Harold) Goddijn (Oegstgeest, 23 mei 1960) is een Nederlandse ondernemer en topman van navigatiebedrijf TomTom NV.

## Loopbaan
Goddijn studeerde economie aan de Universiteit van Amsterdam. Nadat hij zijn carrière in 1984 was begonnen bij een investeringsmaatschappij genaamd Estex, richtte hij in 1989 het computerbedrijf Psion Nederland BV op als een gemeenschappelijke onderneming met Psion Plc. Het bedrijf werd de Europese hoofddistributeur voor Psion. Later werd hij aangesteld als managementdirecteur van Psion Computers Plc.
Tegelijkertijd met zijn activiteiten voor Psion begon hij met enkele vrienden uit zijn studietijd - Peter-Frans Pauwels en Pieter Geelen - een tweede bedrijf in computerapparatuur, genaamd Palmtop. In 2001 verliet hij het eerstgenoemde bedrijf om fulltime te gaan werken voor Palmtop, dat inmiddels was omgedoopt in TomTom NV, en de focus had gelegd op navigatieapparatuur. Tot op heden is Goddijn hier actief als CEO en voorzitter van de raad van bestuur. Nadat het bedrijf in mei 2005 naar de beurs ging en door beleggers bij aanvang werd gewaardeerd op 1,85 miljard euro, was de Oegstgeestenaar als een van de oprichters plotseling ruim 430 miljoen euro waard. Een deel van dit geld gebruikt hij tegenwoordig als steun voor verscheidene liefdadigheidsprojecten.
In 2016 werd hij, tegelijkertijd met Pieter Geelen, Peter-Frans Pauwels en zijn echtgenote Corinne Vigreux, benoemd tot Officier in de Orde van Oranje-Nassau omdat zij zich als oprichters van TomTom NV bijzonder verdienstelijk hebben gemaakt voor de samenleving.